# Larry E. Overman

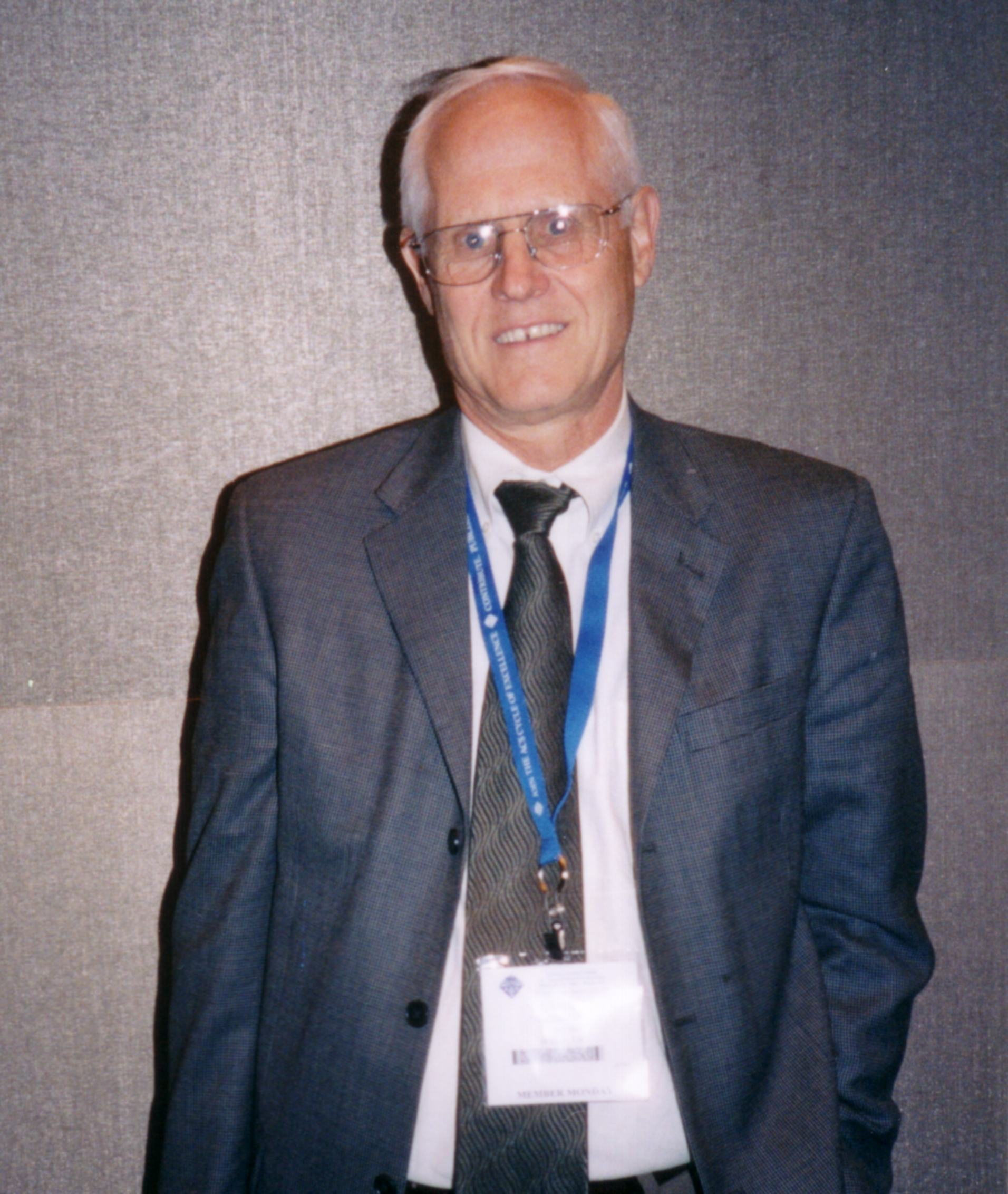
Larry Overman auf dem 2006 ACS meeting in Atlanta.

Larry Eugene Overman (* 1943 in Chicago, Illinois) ist ein US-amerikanischer Chemiker und ordentlicher Professor für Chemie an der University of California, Irvine.
1965 bekam er den B.A. Grad vom Earlham College und im Jahr 1969 wurde er an der University of Wisconsin–Madison zum Ph.D. in Chemie promoviert. Nach einem Postdoc-Aufenthalt an der Columbia University bei Ronald Breslow wechselte er an die University of California, wo er heute ordentlicher Professor ist.
Larry Overman wurde 1975 Forschungsstipendiat der Alfred P. Sloan Foundation (Sloan Research Fellow). Er ist seit 1996 Mitglied der United States National Academy of Sciences und der American Academy of Arts and Sciences. Im Jahr 2003 wurden seine Arbeiten mit dem Arthur C. Cope Award gewürdigt und 2008 mit dem Tetrahedron-Preis. Die Vergabe des Roger Adams Award und des Ryōji-Noyori-Preis an Overman wurden für 2015 angekündigt.
Overmans Forschungsinteressen gelten der Entwicklung neuer chemischer Reaktionen mit dem Schwerpunkt Übergangsmetall-katalysierte Synthesen organischer Naturstoffe. Er wird besonders mit der Overman-Umlagerung und Claisen-Umlagerungen von Allylalkoholen zur Synthese von allylischen Trichloracetimidaten in Verbindung gebracht.

## Schriften
- Designing Synthetic Methods and Natural Products Synthesis. GNT-Verlag, Berlin 2024, ISBN 978-3-86225-133-9.